# Yuka Yamazaki
Pour les articles homonymes, voir Yamazaki.
Yuka Yamazaki (山崎 由加, Yamazaki Yuka), née le 29 juin 1980, est une joueuse internationale de football japonaise.

## Biographie
Le 31 mai 2000, elle fait ses débuts dans l'équipe nationale japonaise contre l'Australie. Elle compte 7 sélections en équipe nationale du Japon de 2000 à 2001.

## Statistiques
Le tableau ci-dessous présente les statistiques de Yuka Yamazaki en équipe nationale
| Équipe du Japon | Équipe du Japon | Équipe du Japon |
| Année           | Matchs          | Buts            |
| --------------- | --------------- | --------------- |
| 2000            | 6               | 0               |
| 2001            | 1               | 0               |
| Total           | 7               | 0               |